# Cyrtandra martinii
Cyrtandra martinii är en tvåhjärtbladig växtart som beskrevs av Brian Laurence Burtt. Cyrtandra martinii ingår i släktet Cyrtandra och familjen Gesneriaceae. Inga underarter finns listade i Catalogue of Life.